# Cohors IIII Hispanorum
Die Cohors IIII (oder IV) Hispanorum [equitata] [Antoniniana] [Gordiana] [Philippiana] (deutsch 4. Kohorte der Hispanier [teilberitten] [die Antoninianische] [die Gordianische] [die Philippianische]) war eine römische Auxiliareinheit. Sie ist durch Militärdiplome, Inschriften und Ziegelstempel belegt.

## Namensbestandteile
- Cohors: Die Kohorte war eine Infanterieeinheit der Auxiliartruppen in der römischen Armee.

- IIII oder IV: Die römische Zahl steht für die Ordnungszahl die vierte (lateinisch quarta). Daher wird der Name dieser Militäreinheit als Cohors quarta .. ausgesprochen.

- Hispanorum: der Hispanier. Die Soldaten der Kohorte wurden bei Aufstellung der Einheit auf dem Gebiet der römischen Provinz Hispanien rekrutiert.

- equitata: teilberitten. Die Einheit war ein gemischter Verband aus Infanterie und Kavallerie. Der Zusatz kommt in mehreren Inschriften[1] vor.

- Antoniniana: die Antoninianische. Eine Ehrenbezeichnung, die sich auf Caracalla (211–217) oder auf Elagabal (218–222) bezieht. Der Zusatz kommt in zwei Inschriften[2] vor.

- Gordiana: die Gordianische. Eine Ehrenbezeichnung, die sich auf Gordian III. (238–244) bezieht. Der Zusatz kommt in einer Inschrift[3] vor.

- Philippiana: die Philippianische. Eine Ehrenbezeichnung, die sich auf Philippus Arabs (244–249) bezieht. Der Zusatz kommt in einer Inschrift[4] vor.

Da es keine Hinweise auf den Namenszusatz milliaria (1000 Mann) gibt, war die Einheit eine Cohors quingenaria equitata. Die Sollstärke der Kohorte lag bei 600 Mann (480 Mann Infanterie und 120 Reiter), bestehend aus 6 Centurien Infanterie mit jeweils 80 Mann sowie 4 Turmae Kavallerie mit jeweils 30 Reitern.

## Geschichte
Die Kohorte war in den Provinzen Moesia und Dacia superior (in dieser Reihenfolge) stationiert. Sie ist auf Militärdiplomen für die Jahre 75 bis 179 n. Chr. aufgeführt.
Die Einheit wurde vermutlich in julisch-claudischer Zeit aufgestellt. Der einzige Nachweis in Moesia beruht auf Diplomen, die auf 75 datiert sind. In den Diplomen wird die Kohorte als Teil der Truppen (siehe Römische Streitkräfte in Moesia) aufgeführt, die in der Provinz stationiert waren. Nach der Teilung der Provinz um 85/86 wurde sie wahrscheinlich den Einheiten in der neuen Provinz Moesia superior zugeteilt.
Die Einheit nahm vermutlich an den Dakerkriegen Trajans teil und wurde danach wahrscheinlich in der neu geschaffenen Provinz Dacia stationiert. Der erste Nachweis in Dacia superior beruht auf einem Diplom, das auf 142 datiert ist. In dem Diplom wird die Kohorte als Teil der Truppen (siehe Römische Streitkräfte in Dacia) aufgeführt, die in der Provinz stationiert waren. Weitere Diplome, die auf 144 bis 179 datiert sind, belegen die Einheit in derselben Provinz.
Der letzte Nachweis der Einheit beruht auf einer Inschrift, die auf 244/249 datiert wird.

## Standorte
Standorte der Kohorte in Dacia waren möglicherweise:
- Angustia (Brețcu): ein Ziegel[11] mit dem Stempel der Einheit wurde hier gefunden.
- Praetoria Augusta (Inlăceni): mehrere Inschriften[12] sowie Ziegel[13] mit dem Stempel der Einheit wurden hier gefunden.

## Angehörige der Kohorte
Folgende Angehörige der Kohorte sind bekannt.

### Kommandeure
| - [Au]r(elius) Sere[nus], ein Präfekt (IDR-03-04, 00277) - Gaius Iulius Iulianus, ein Präfekt - Lucius Iulius Iucundus, ein Präfekt - Marcus Ulpius Gemellinus, ein Präfekt - [P(ublius)] Ael(ius) Aelianus, ein Präfekt (IDR-03-04, 00271) - Publius Aelius Honoratus, ein Präfekt | - Publius Didius Italicus, ein Präfekt - Publius Didius Nepos, ein Präfekt - Titus Aelius Crescentianus, ein Präfekt - [T(itus) An]nius Annia[n]us, ein Präfekt (CIL 3, 945) - T(itus) Vettius Severus, ein Präfekt (CIL 3, 947) |

### Sonstige
| - Ael(ius) Fuscus, ein Decurio (IDR-03-04, 00283) | - [Au]r(elius) Firminus (AE 1978, 699) |